# Arroyo Bobo
Arroyo Bobo är en ort i Mexiko.   Den ligger i kommunen Santiago Jocotepec och delstaten Oaxaca, i den sydöstra delen av landet, 400 km sydost om huvudstaden Mexico City. Arroyo Bobo ligger 235 meter över havet och antalet invånare är 479.
Terrängen runt Arroyo Bobo är kuperad. Runt Arroyo Bobo är det ganska glesbefolkat, med 23 invånare per kvadratkilometer. Närmaste större samhälle är San José Río Manzo, 12,1 km norr om Arroyo Bobo. Omgivningarna runt Arroyo Bobo är en mosaik av jordbruksmark och naturlig växtlighet.